# Ebendorf (Gemeinde Mistelbach)
Ebendorf ist eine Ortschaft und eine Katastralgemeinde in der Gemeinde Mistelbach. Die Ortschaft hat 562 Einwohner (Stand 1. Jänner 2024). Bis Ende 1966 war Ebendorf eine eigenständige Gemeinde.

## Geografie
Das Dorf befindet sich südöstlich von Mistelbach und rechts über der Zaya. Zum Ort führten mehrere Nebenstraßen. Zur Ortschaft gehören auch die östlichen Teile von Lanzendorf und das Dorf Rohrmühle.

## Geschichte
Ebendorf wurde vor 1100 von der Herren von der Traisen gegründet. Um 1140 schien der Name Hertwig von Ebendorf erstmals urkundlich im Klosterneuburger Traditionskodex auf. Nach deren Aussterben kam ein Teil des Ortes an den Landesfürsten, der andere an den in Mistelbach ansässigen Zweig der Mistelbacher. Nach dem Aussterben der Mistelbacher im Jahr 1371 fiel Ebendorf den Trauttmansdorffs zu, die 1383 den Ort an Johann I., Herr zu Nikolsburg und Feldsberg weiterverkauften. Letzte Inhaber der Herrschaft Ebendorf war der damals noch minderjährige Johann Baptist Freiherr Schell von Bauschlott, als in Folge der Reformen 1848/1849 die Allodialherrschaft aufgelöst wurde. Im Jahr 1822 wurde der Ort als Dorf mit 64 Häusern genannt, das nach Mistelbach eingepfarrt war, die Kinder aber zur Einschulung nach Lanzendorf kamen. Die Herrschaft Ebendorf besaß die Ortsobrigkeit, übte die Landgerichtsbarkeit aus und besorgte die Konskription. Die Untertanen und Grundholde des Ortes gehörten der Herrschaft Ebendorf und dem Stift Klosterneuburg.
Laut Adressbuch von Österreich waren im Jahr 1938 in der Ortsgemeinde Ebendorf ein Bäcker, ein Gastwirt, ein Gemischtwarenhändler, eine Müllerin, ein Schmied, eine Schneiderin, ein Schuster und einige Landwirte ansässig.
Mit 1. Jänner 1967 wurden im Zuge der Niederösterreichischen Kommunalstrukturverbesserung die bis dahin selbständigen Gemeinden Ebendorf und Lanzendorf nach Mistelbach an der Zaya eingemeindet.

## Sehenswürdigkeiten
- Schloss Ebendorf